# Blotzheim
Blotzheim é uma comuna francesa na região administrativa de Grande Leste, no departamento Alto Reno. Estende-se por uma área de 14,58 km². Em 2010 a comuna tinha 4 709 habitantes (densidade: 323 hab./km²).